# Cruz alta

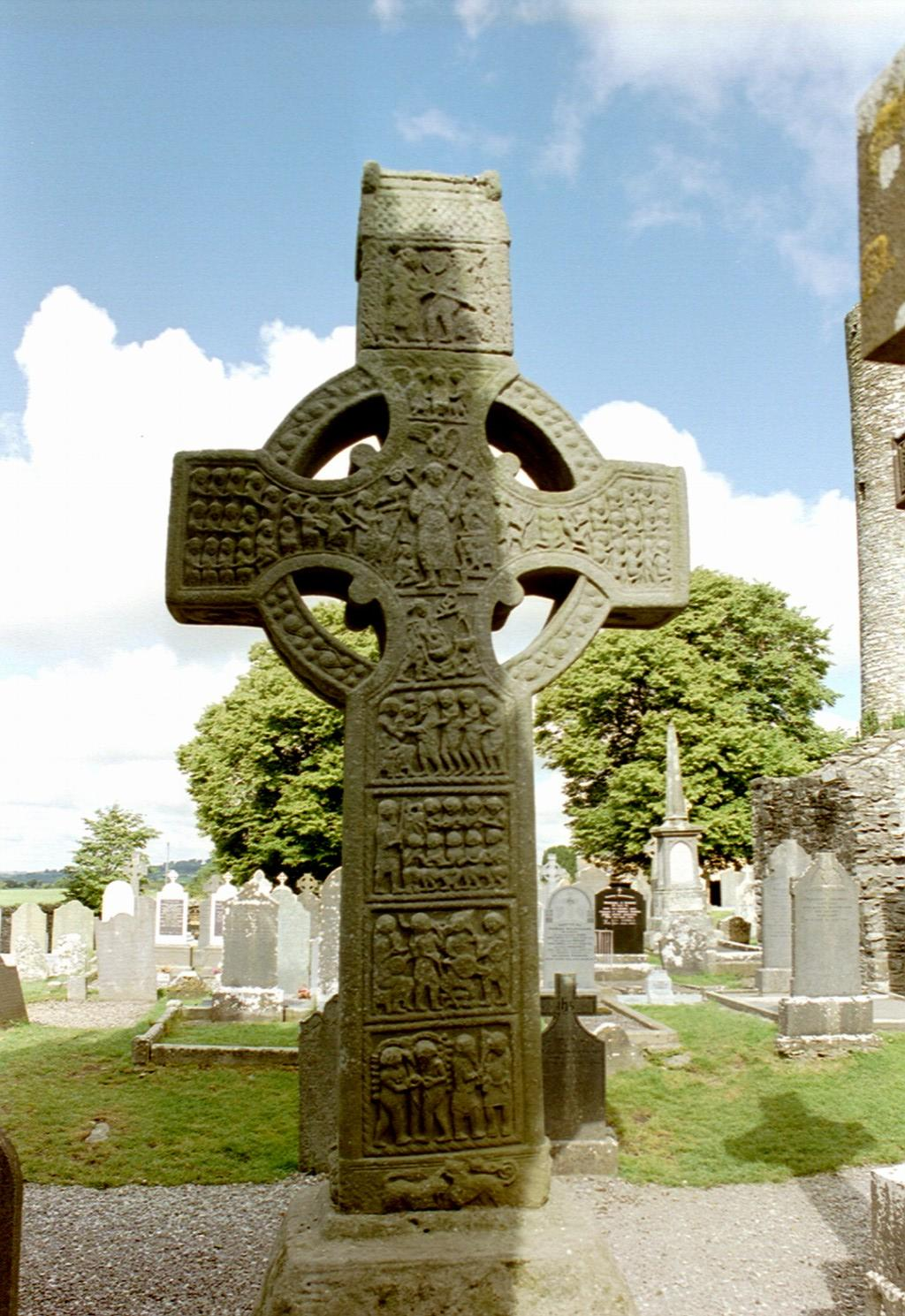
Cruz Alta de Muiredach, Monasterboice, século IX ou X

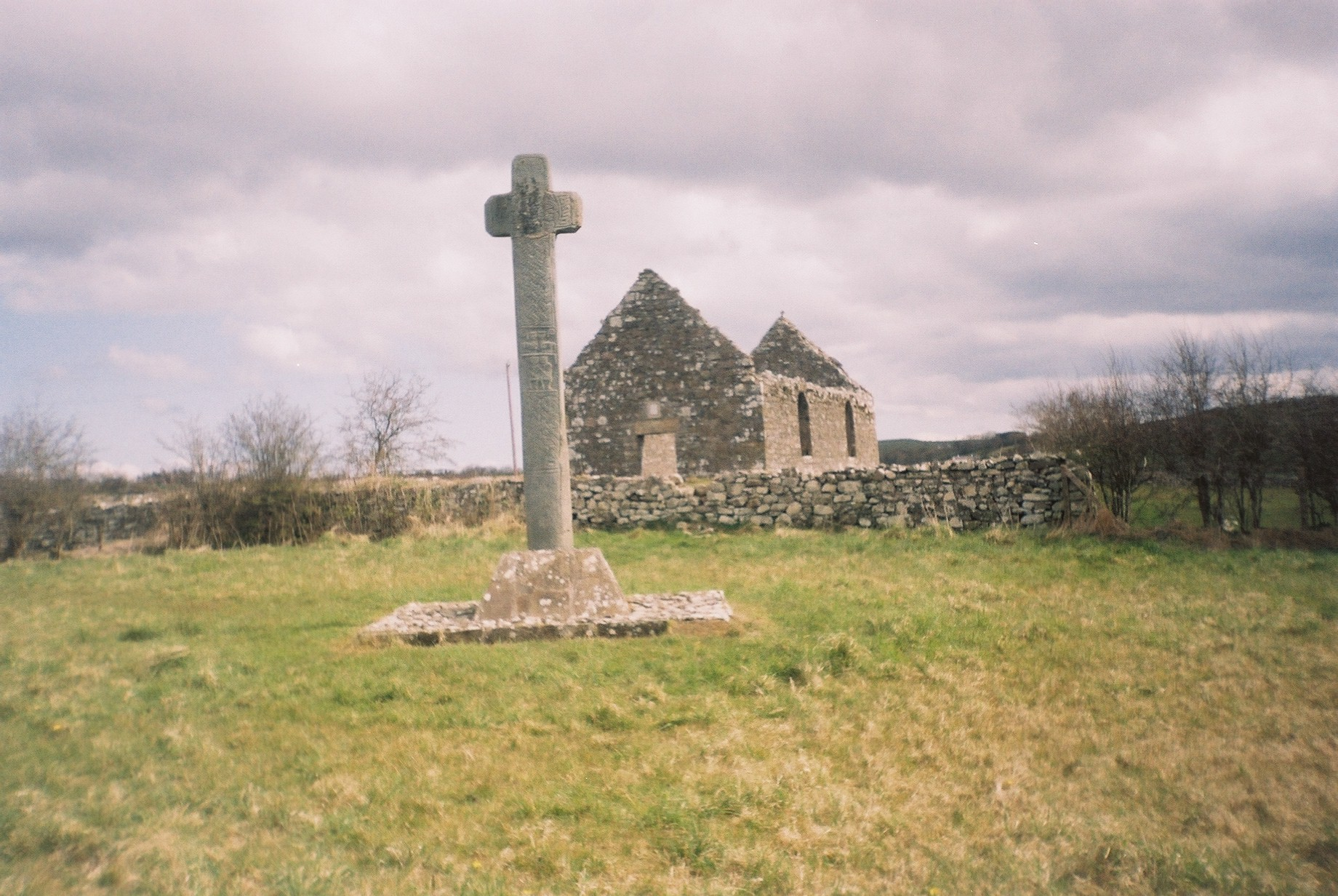
Um exemplo mais simples, Culdaff, Condado de Donegal, Irlanda

Uma cruz alta ou cruz em pé (em irlandês:  cros ard / ardchros, em gaélico escocês:  crois àrd / àrd-chrois, em galês:  croes uchel / croes eglwysig) é uma cruz cristã independente feita de pedra e muitas vezes ricamente decorada. Havia uma tradição medieval única na Irlanda e na Grã-Bretanha de levantar grandes cruzes de pedra esculpidas, geralmente ao ar livre. Estes provavelmente se desenvolveram a partir de tradições anteriores usando madeira, talvez com acessórios de metal, e pedras memoriais celtas pagãs anteriores; as pedras pictas da Escócia também podem ter influenciado a forma. Os primeiros exemplos sobreviventes parecem vir do território do reino anglo-saxão da Nortúmbria, que foi convertido ao cristianismo por missionários irlandeses; ainda não está claro se a forma se desenvolveu pela primeira vez na Irlanda ou na Grã-Bretanha.
Sua decoração em relevo é uma mistura de figuras religiosas e seções de decoração, como nós, entrelaçamento e, na Grã-Bretanha, rolos de videira  — todos nos estilos também encontrados na arte insular em outras mídias, como manuscritos iluminados e trabalhos em metal. 
As cruzes anteriores tinham tipicamente cerca de dois metros de altura, mas na Irlanda exemplos até três vezes maiores aparecem mais tarde, mantendo proporções maciças e espessas, dando grandes áreas de superfície para entalhe. A mais alta das cruzes irlandesas é a chamada Tall Cross em Monasterboice, Condado de Louth, com sete metros de altura. Os exemplos anglo-saxões em sua maioria permaneceram esbeltos em comparação, mas podiam ser grandes; exceto em exemplos anteriores da Nortúmbria, sua decoração é principalmente ornamental, e sem figuras. As cruzes geralmente — embora nem sempre — apresentam um anel de pedra ao redor da interseção, formando uma cruz celta; isto parece ser uma inovação do cristianismo celta de Iona. Embora o exemplo mais antigo dessa forma tenha sido encontrado em têxteis coptas do século V e VII.
Algumas cruzes foram erguidas do lado de fora de igrejas e mosteiros; outros em locais que podem ter limites marcados ou encruzilhadas, ou igrejas precedidas. Se elas foram usados como "cruzes de pregação" em datas antigas não está claro. Muitas cruzes foram movidas para seus locais atuais. Eles não parecem ter sido usados como lápides no início do período medieval. No renascimento celta do século XIX, as cruzes celtas, com decoração em estilo insular, tornaram-se muito populares como lápides e memoriais, e agora são encontradas em muitas partes do mundo.

## Galeria

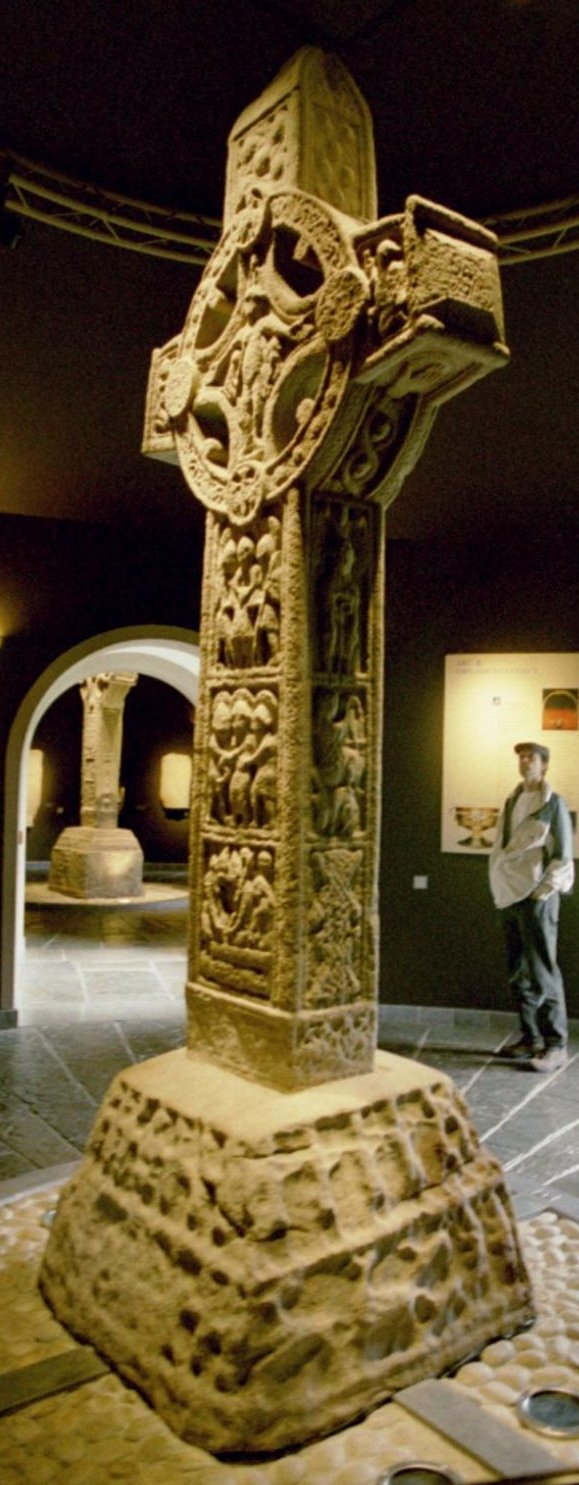
Cruz das Escrituras (Clonmacnoise, Irlanda)
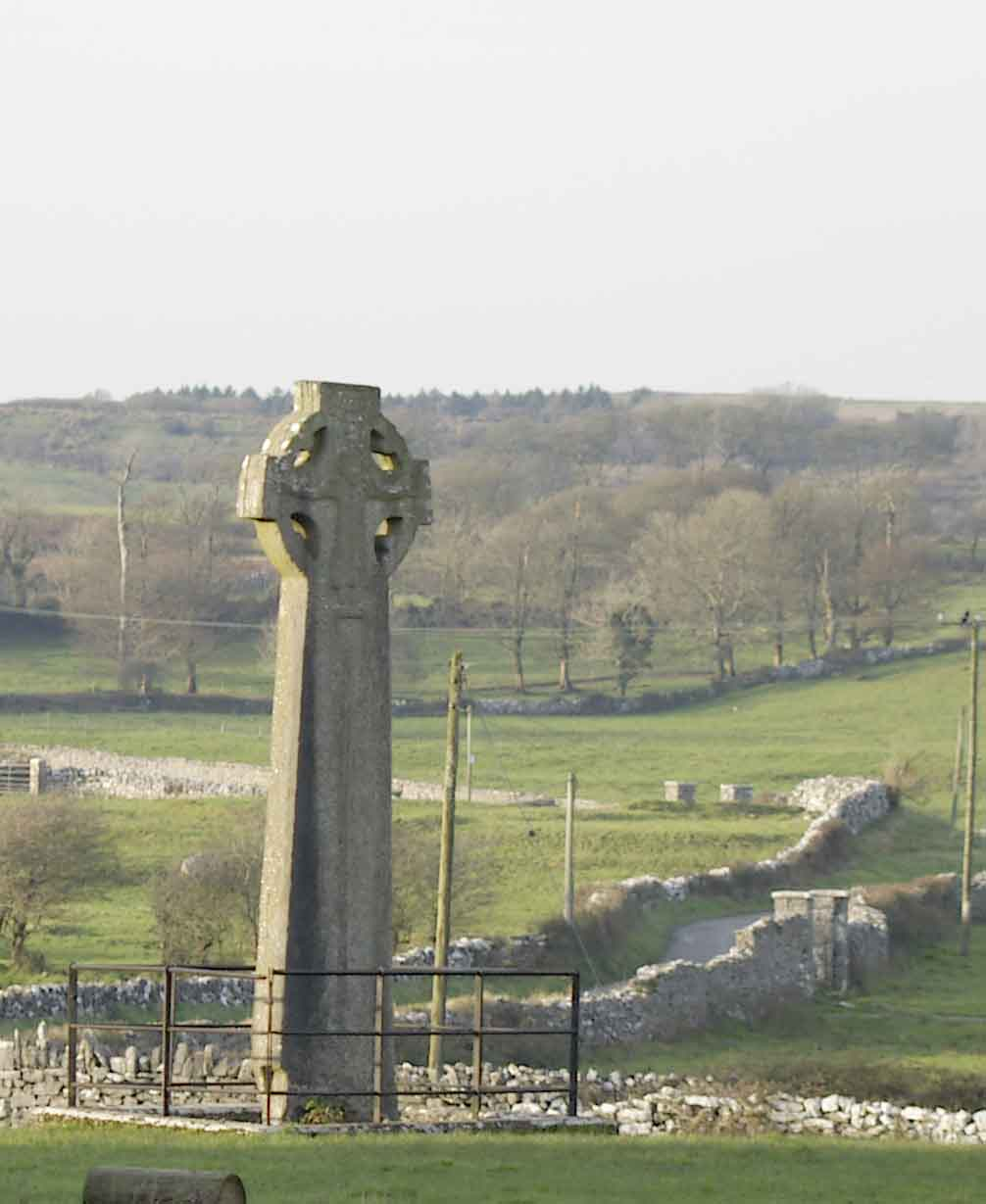
West cross (Kilfenora, Irlanda)
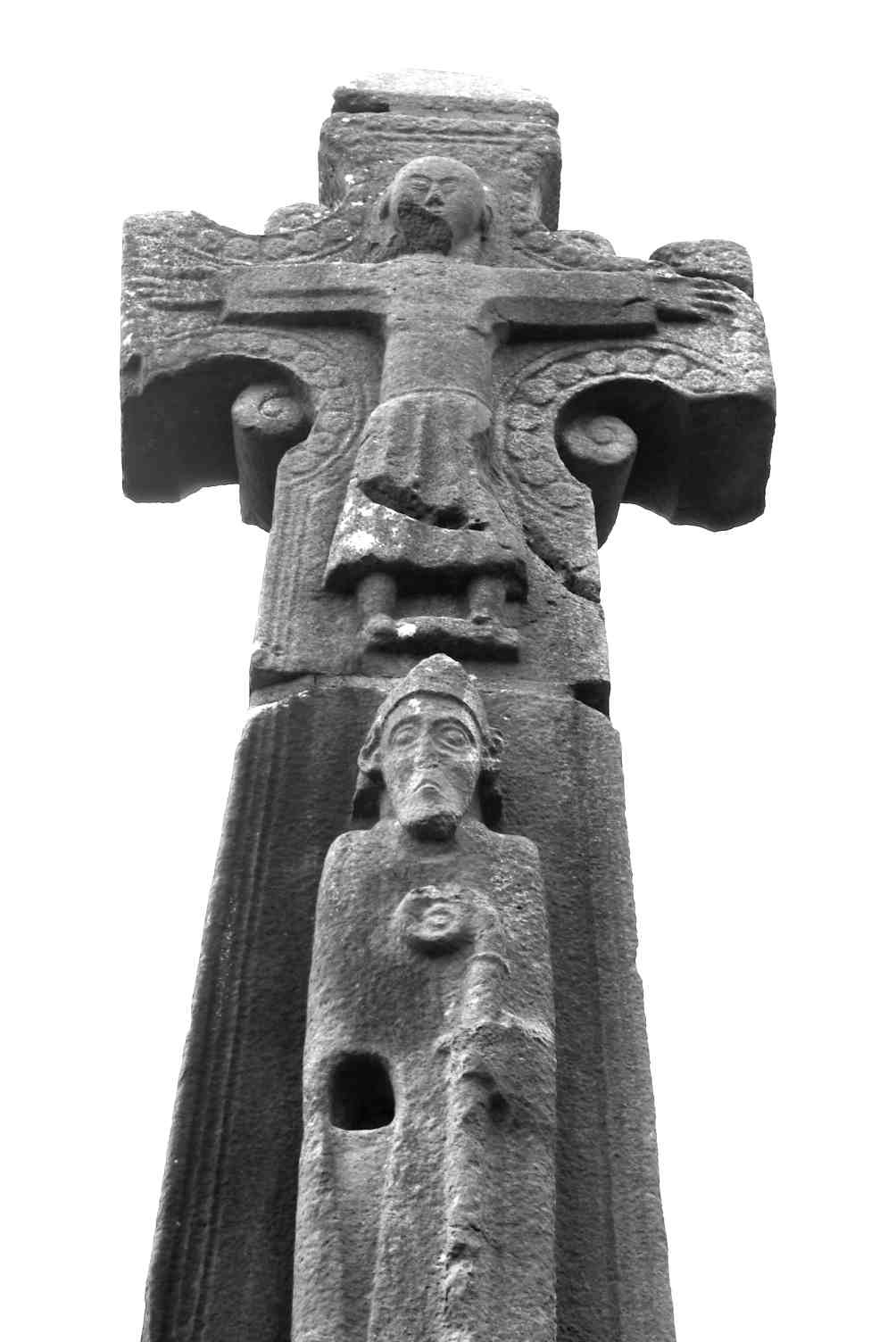
Cruz de São Tola (Dysert O Dea, Irlanda)
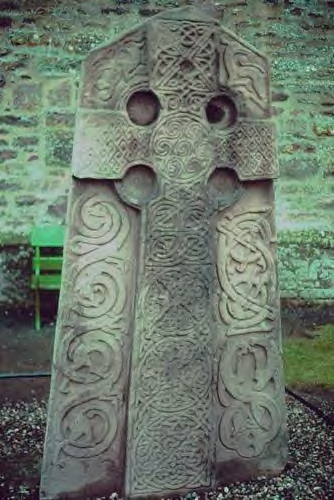
Kirkyard Stone, laje picta, Aberlemno, Escócia
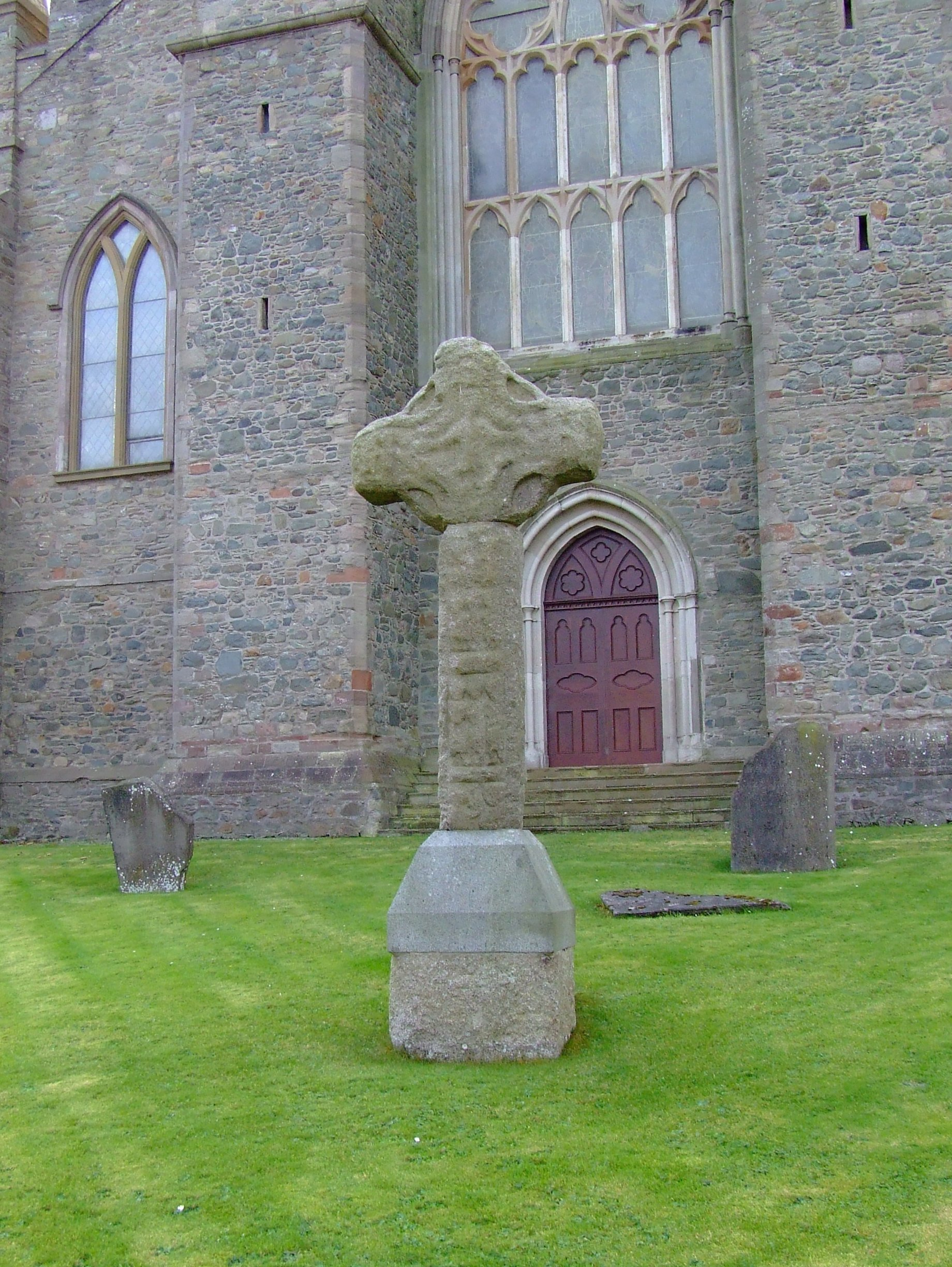
Downpatrick Cross (Downpatrick, Irlanda do Norte)
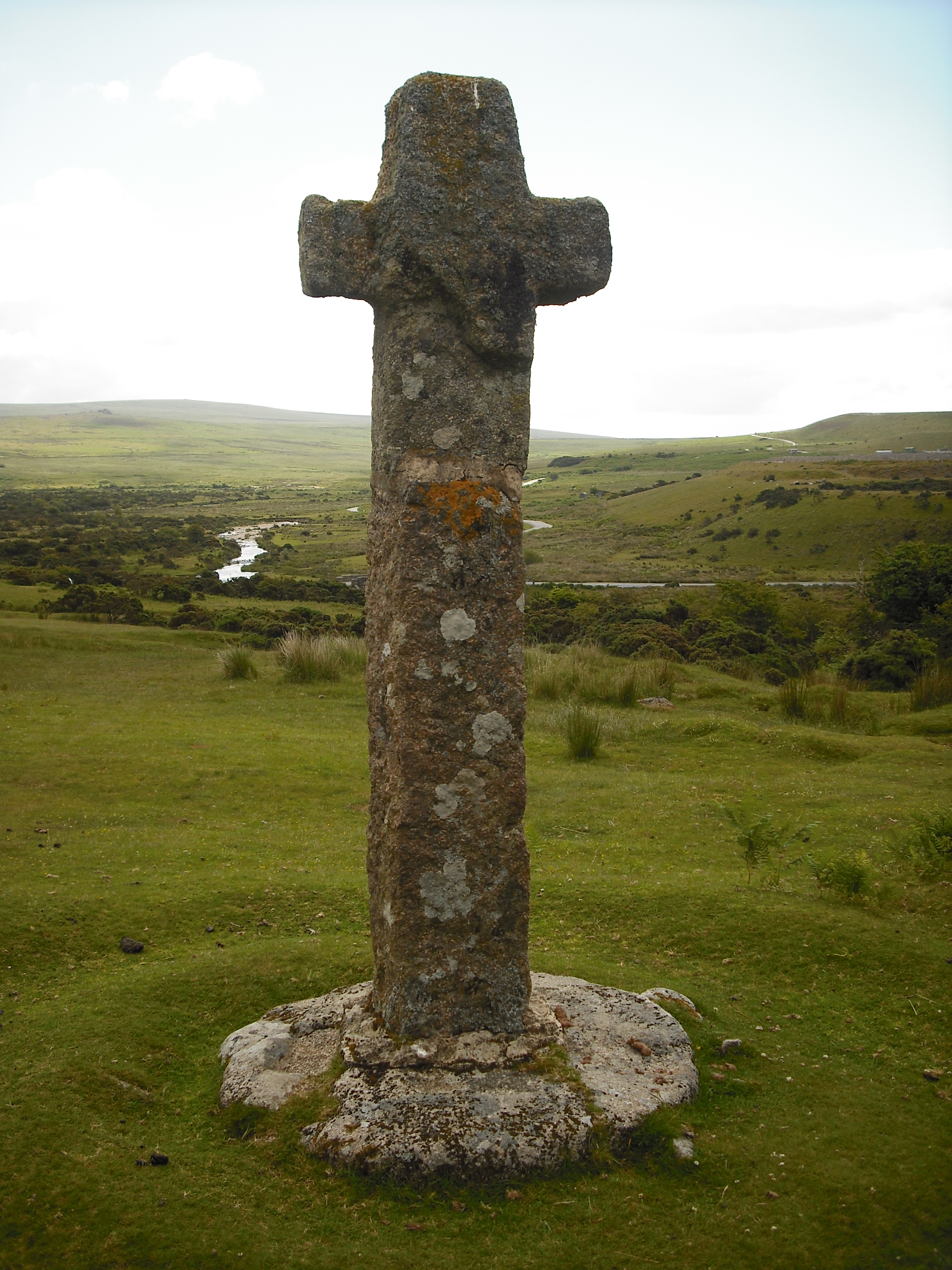
Cadover Cross, uma das cruzes de Dartmoor (Dartmoor, Inglaterra)
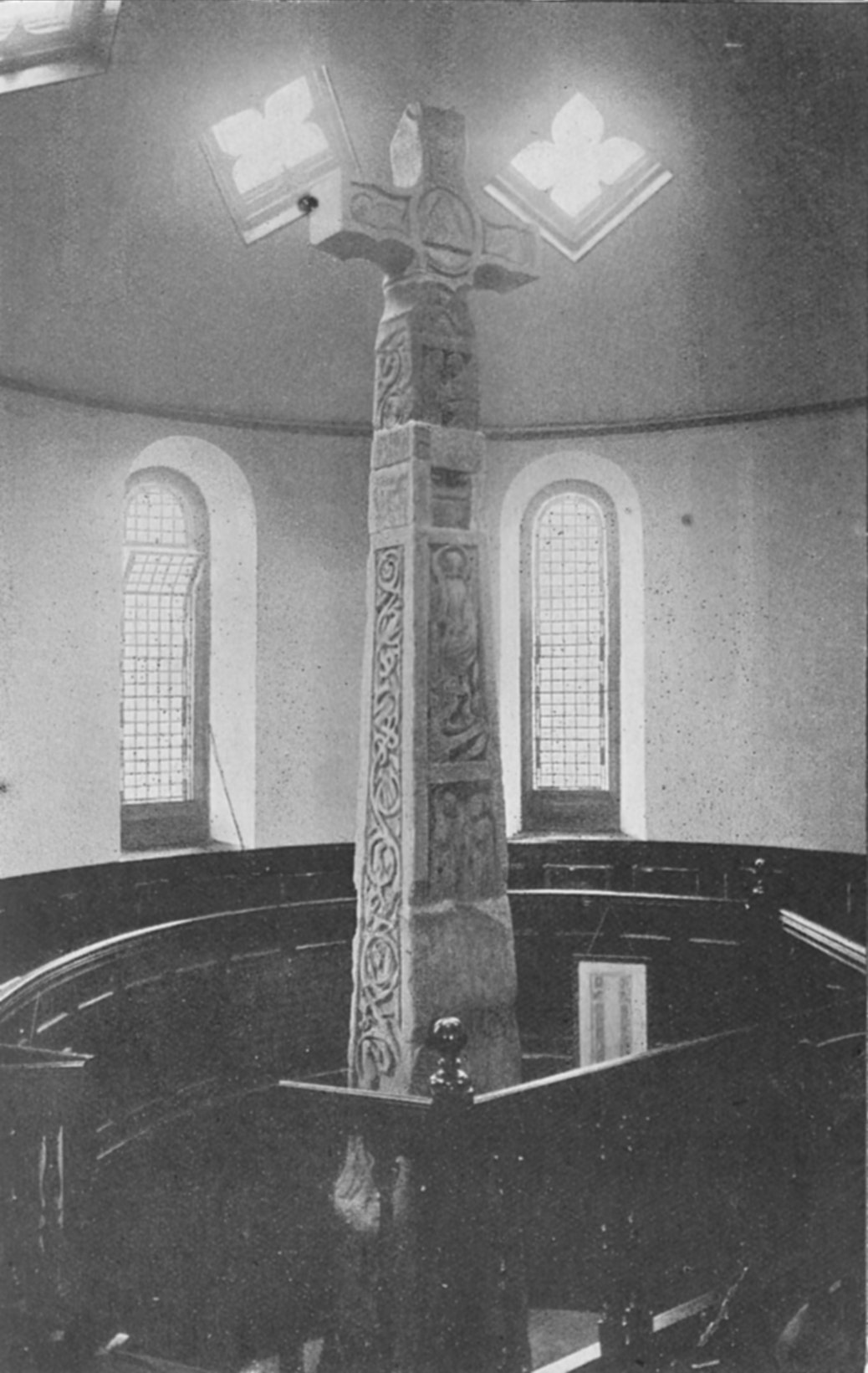
Cruz de Ruthwell (Ruthwell, Escócia)
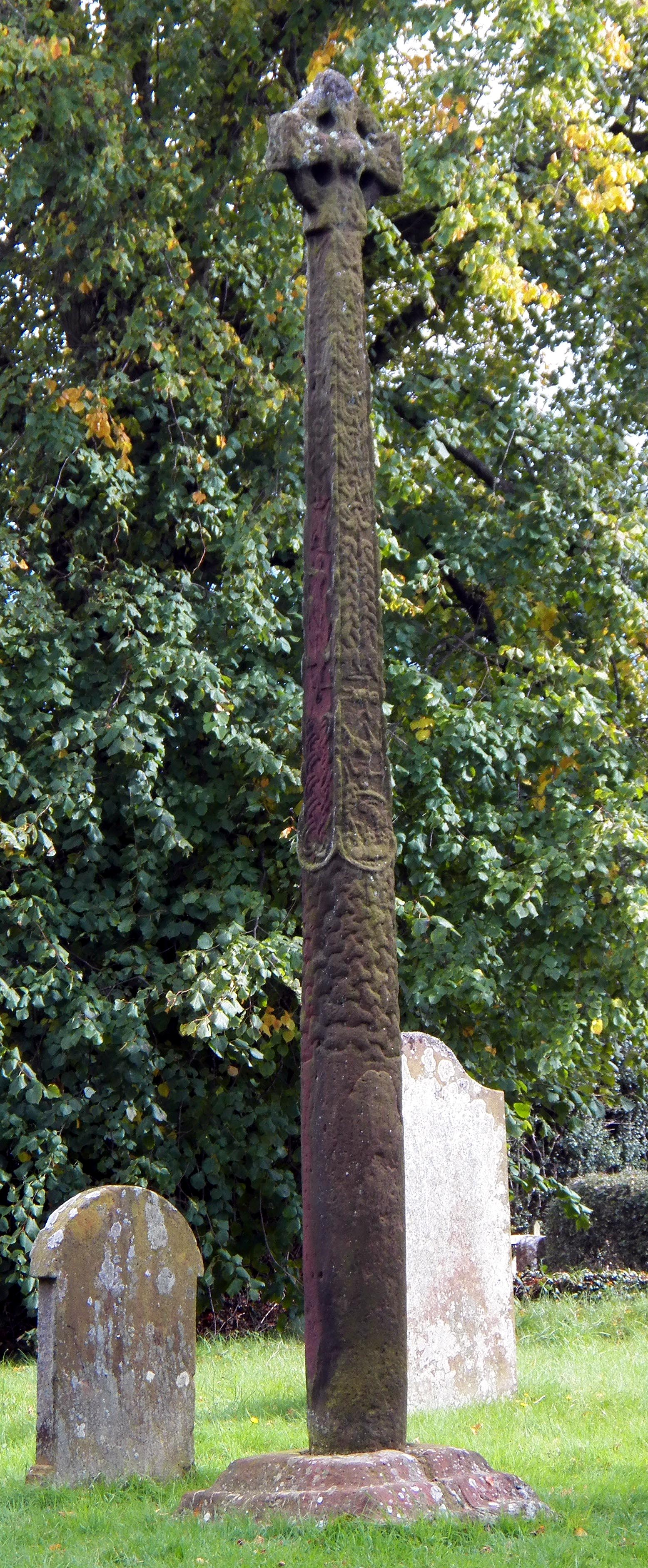
Gosforth, Cúmbria
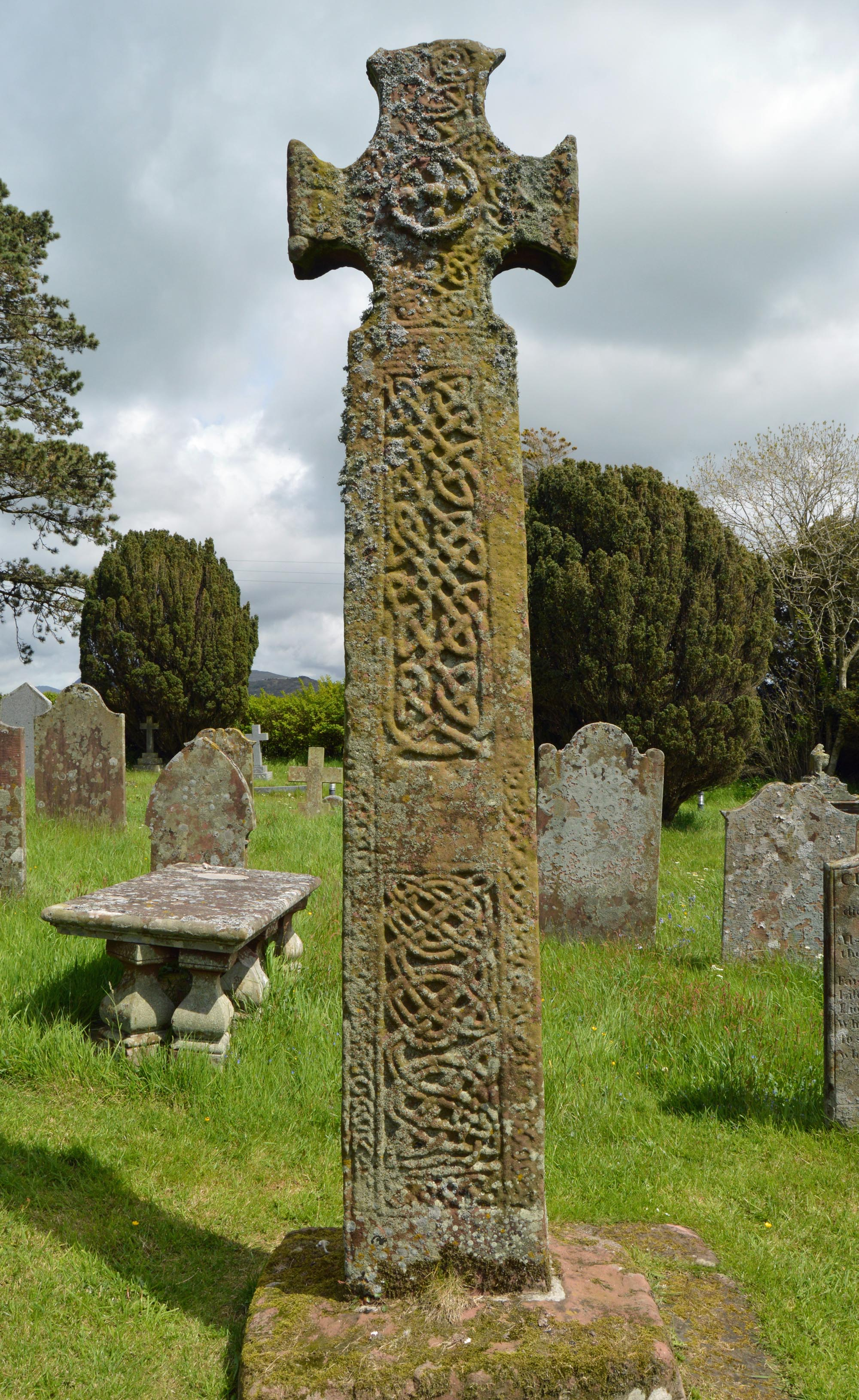
Irton, Cúmbria
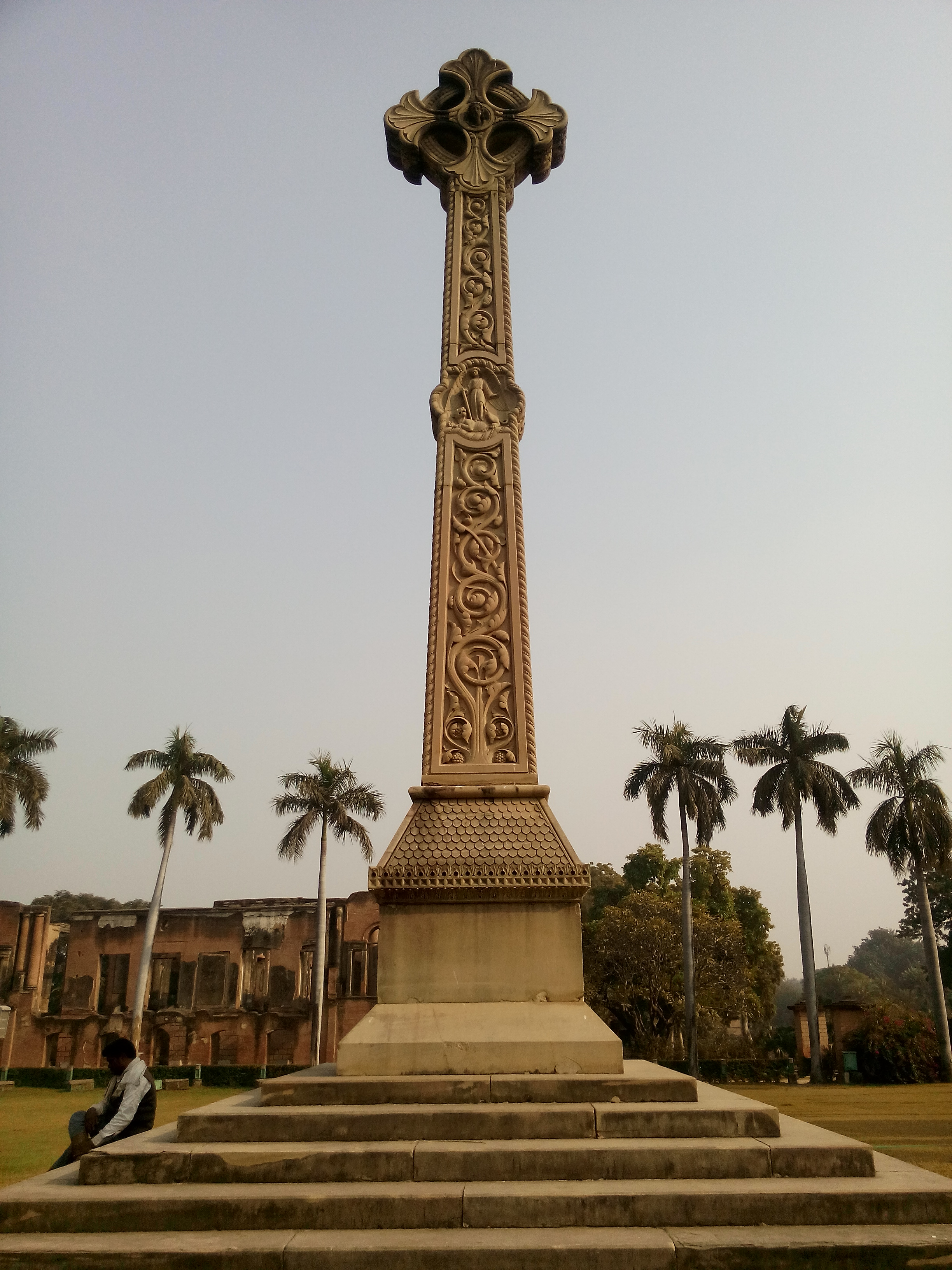
Sir Henry Lawrence Memorial em The Residency, Lucknow
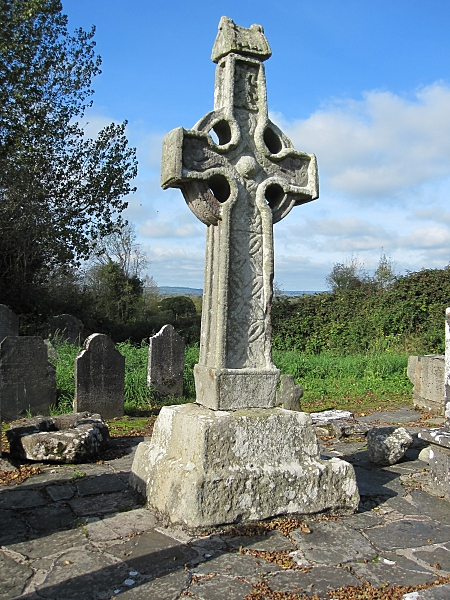
Cruz alta de Killamery
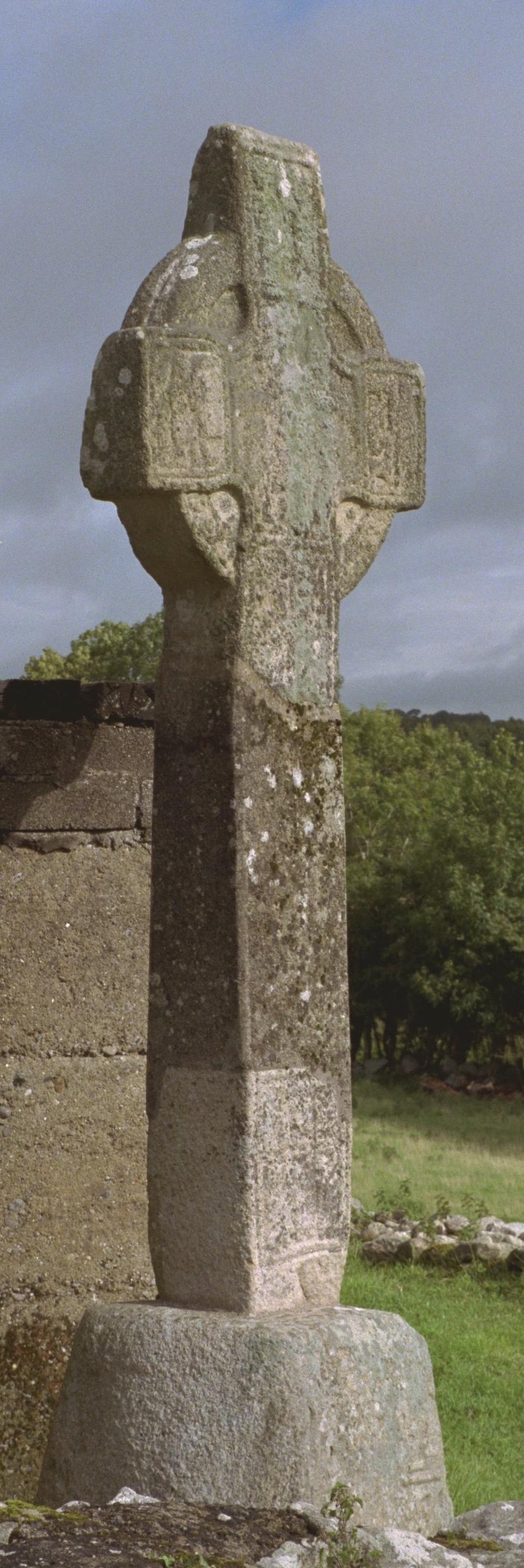
Cruz alta de Ullard
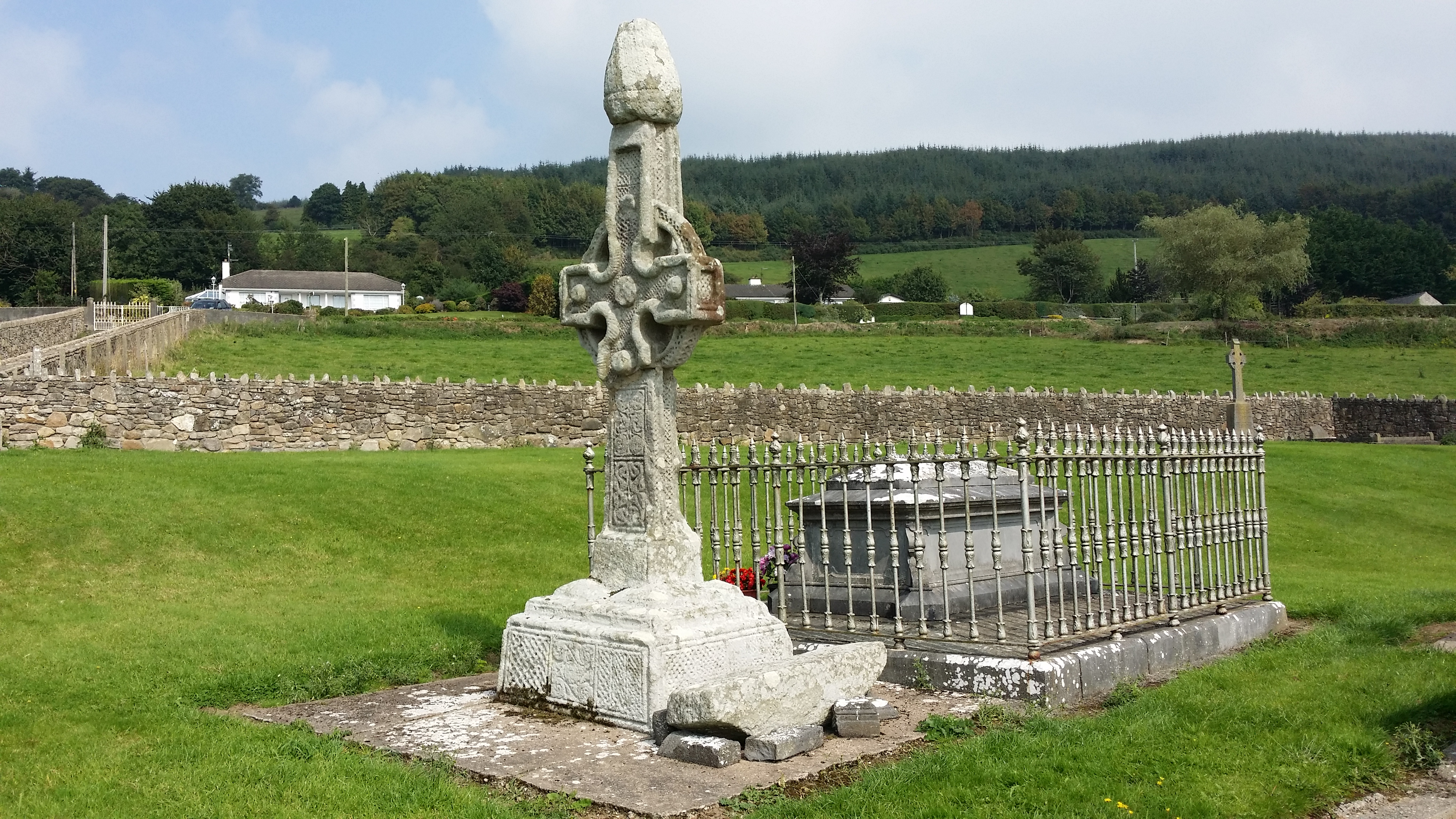
Cruzes Altas de Kilkieran
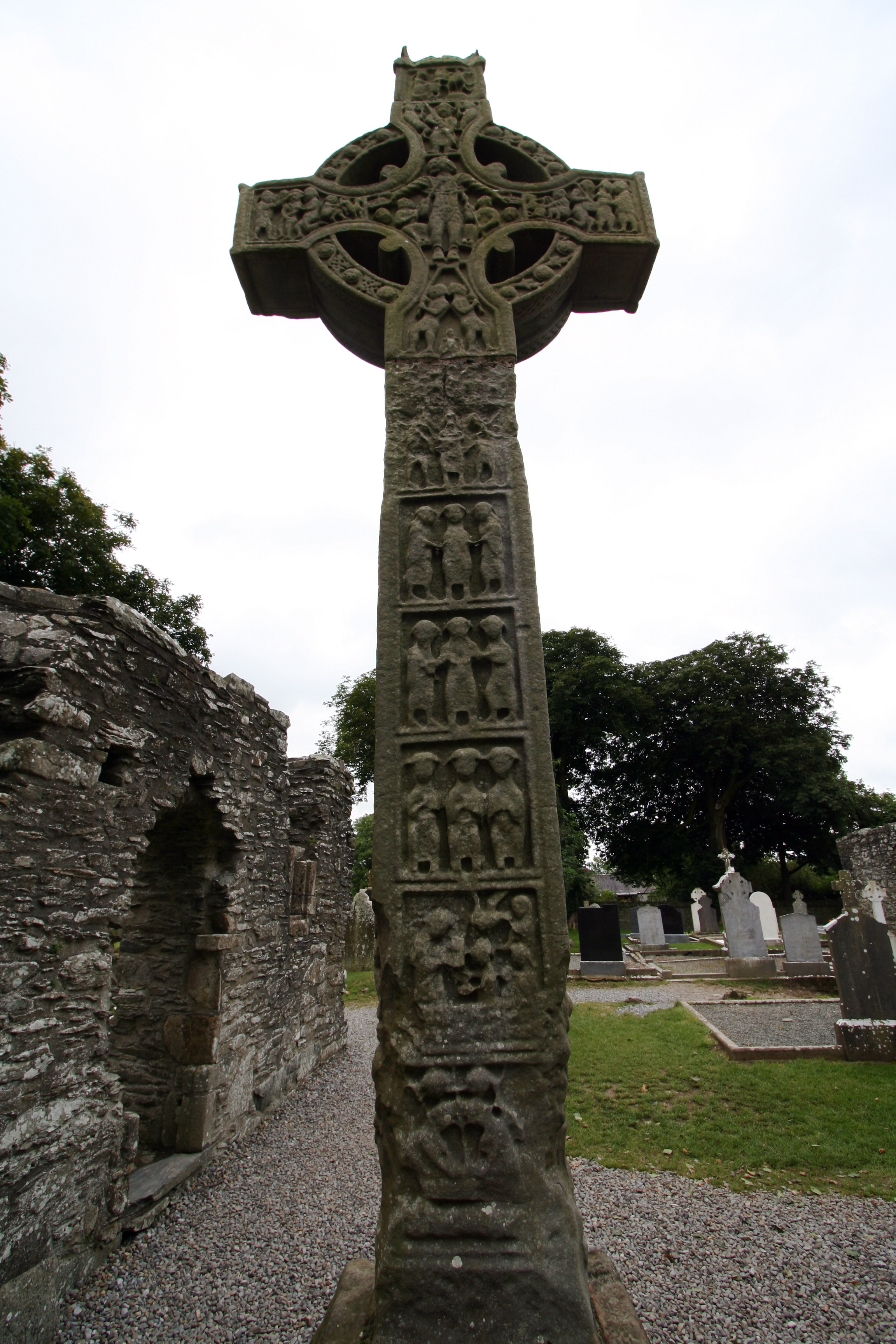
Cruz alta em Monasterboice na Irlanda